# مدينة سوريجاو
مدينة سوريجاو (بالإنجليزية: City of Surigao )‏ هي مدينة في الفلبين، تتبع سوريجاو ديل نورت ، وهي عاصمتها، بلغ عدد سكانها 140,540  نسمة في 2010، تبلغ مساحتها 245.30 كيلومتر مربع، رمزها البريدي هو 8400.

## الموقع
تشترك في الحدود مع:
- San Francisco, Surigao del Norte [الإنجليزية]‏.

## المناخ
يظهر الجدول التالي التغييرات المناخية على مدار السنة لمدينة سوريجاو:
| البيانات المناخية لـمدينة سوريجاو | البيانات المناخية لـمدينة سوريجاو | البيانات المناخية لـمدينة سوريجاو | البيانات المناخية لـمدينة سوريجاو | البيانات المناخية لـمدينة سوريجاو | البيانات المناخية لـمدينة سوريجاو | البيانات المناخية لـمدينة سوريجاو | البيانات المناخية لـمدينة سوريجاو | البيانات المناخية لـمدينة سوريجاو | البيانات المناخية لـمدينة سوريجاو | البيانات المناخية لـمدينة سوريجاو | البيانات المناخية لـمدينة سوريجاو | البيانات المناخية لـمدينة سوريجاو | البيانات المناخية لـمدينة سوريجاو |
| الشهر                             | يناير                             | فبراير                            | مارس                              | أبريل                             | مايو                              | يونيو                             | يوليو                             | أغسطس                             | سبتمبر                            | أكتوبر                            | نوفمبر                            | ديسمبر                            | المعدل السنوي                     |
| --------------------------------- | --------------------------------- | --------------------------------- | --------------------------------- | --------------------------------- | --------------------------------- | --------------------------------- | --------------------------------- | --------------------------------- | --------------------------------- | --------------------------------- | --------------------------------- | --------------------------------- | --------------------------------- |
| الدرجة القصوى °م (°ف)             | 33.7 (92.7)                       | 33.3 (91.9)                       | 35.0 (95.0)                       | 35.2 (95.4)                       | 36.3 (97.3)                       | 37.5 (99.5)                       | 36.2 (97.2)                       | 37.0 (98.6)                       | 38.2 (100.8)                      | 35.6 (96.1)                       | 36.5 (97.7)                       | 34.6 (94.3)                       | 37.5 (99.5)                       |
| متوسط درجة الحرارة الكبرى °م (°ف) | 29.4 (84.9)                       | 29.9 (85.8)                       | 30.8 (87.4)                       | 32.0 (89.6)                       | 32.7 (90.9)                       | 32.6 (90.7)                       | 32.3 (90.1)                       | 32.7 (90.9)                       | 32.7 (90.9)                       | 32.0 (89.6)                       | 30.8 (87.4)                       | 29.9 (85.8)                       | 31.5 (88.7)                       |
| المتوسط اليومي °م (°ف)            | 26.3 (79.3)                       | 26.7 (80.1)                       | 27.3 (81.1)                       | 28.2 (82.8)                       | 28.8 (83.8)                       | 28.7 (83.7)                       | 28.5 (83.3)                       | 28.7 (83.7)                       | 28.7 (83.7)                       | 28.2 (82.8)                       | 27.4 (81.3)                       | 26.8 (80.2)                       | 27.9 (82.2)                       |
| متوسط درجة الحرارة الصغرى °م (°ف) | 23.3 (73.9)                       | 23.5 (74.3)                       | 23.8 (74.8)                       | 24.4 (75.9)                       | 24.9 (76.8)                       | 24.8 (76.6)                       | 24.6 (76.3)                       | 24.7 (76.5)                       | 24.6 (76.3)                       | 24.4 (75.9)                       | 24.0 (75.2)                       | 23.7 (74.7)                       | 24.2 (75.6)                       |
| أدنى درجة حرارة °م (°ف)           | 18.6 (65.5)                       | 18.2 (64.8)                       | 18.8 (65.8)                       | 18.9 (66.0)                       | 20.8 (69.4)                       | 20.7 (69.3)                       | 20.0 (68.0)                       | 20.0 (68.0)                       | 20.6 (69.1)                       | 20.5 (68.9)                       | 19.7 (67.5)                       | 19.1 (66.4)                       | 18.2 (64.8)                       |
| معدل هطول الأمطار مم (إنش)        | 609.4 (23.99)                     | 446.4 (17.57)                     | 326.0 (12.83)                     | 219.1 (8.63)                      | 139.6 (5.50)                      | 142.1 (5.59)                      | 171.1 (6.74)                      | 133.9 (5.27)                      | 171.0 (6.73)                      | 240.7 (9.48)                      | 467.3 (18.40)                     | 585.2 (23.04)                     | 3٬651٫8 (143.77)                  |
| متوسط الأيام الممطرة (≥ 0.1 mm)   | 26                                | 21                                | 21                                | 17                                | 13                                | 14                                | 15                                | 12                                | 15                                | 19                                | 22                                | 25                                | 220                               |
| متوسط الرطوبة النسبية (%)         | 88                                | 86                                | 84                                | 83                                | 81                                | 81                                | 81                                | 80                                | 80                                | 82                                | 86                                | 87                                | 83                                |
| المصدر: PAGASA                    |                                   |                                   |                                   |                                   |                                   |                                   |                                   |                                   |                                   |                                   |                                   |                                   |                                   |